# US 14
US 14 (англ. U.S. Route 14) — скоростная автомагистраль, проходящая по северной части США с востока на запад по территории пяти штатов. Протяжённость магистрали составляет 2300 километров.

## Крупные города
- Коди, Вайоминг
- Шеридан, Вайоминг
- Джилетт, Вайоминг
- Стерджис, Южная Дакота
- Рапид-Сити, Южная Дакота
- Филип, Южная Дакота
- Пирр, Южная Дакота
- Хурон, Южная Дакота
- Брукингс, Южная Дакота
- Манкато, Миннесота
- Оватонна, Миннесота
- Рочестер, Миннесота
- Уинона, Миннесота
- Ла-Кросс, Висконсин
- Мадисон, Висконсин
- Джейнсвилл, Висконсин
- Чикаго, Иллинойс